# دارين يونغ (لاعب كرة قدم)
دارين يونغ (بالإنجليزية: Darren Young)‏ (28 فبراير 1981 - ) هو لاعب كرة قدم نيوزلندي في مركز الدفاع. شارك مع منتخب نيوزيلندا تحت 20 سنة لكرة القدم. أما مع النوادي، فقد لعب مع نادي أوكلاند سيتي ونادي بارنسلي ونادي يميريك وووترفورد يونايتد وWaitakere City FC ‏ وMervue United A.F.C. ‏ وFootball Kingz FC ‏ وأثلون تاون ‏.